# Anatolij Solonicyn
Anatolij Solonicyn (rusky Анатолий (Отто) Алексеевич Солоницын, Anatolij (Otto) Aleksejevič Solonicyn; 30. srpna 1934 Bogorodsk, Nižněnovgorodská oblast – 11. června 1982 Moskva) byl sovětský divadelní a filmový herec, který hrál ve filmech Svůj mezi cizími (1974), Osobní stráž (1979) a Stalker (1979).

## Osobní život a umělecká kariéra
Narodil se roku 1934 do rodiny s německými kořeny. Otec byl novinář. Od deváté třídy společně žili v kyrgyzském Frunze. V roce 1955 nebyl přijat na Ruskou akademii divadelního umění v Moskvě, a tak započal studium herectví ve škole při Sverdlovském divadle dramatických umění. Po absolutoriu v roce 1960 zůstal na sverdlovské scéně, v níž ztvárnil řadu rolí. V letech 1960–1972 postupně hrál ve Sverdlovsku, Minsku, Novosibirsku a Tallinnu. V období 1972–1976 zakotvil v angažmá Petrohradského akademického divadla Lensověta. A roku 1976 se stal členem souboru moskevského divadla Leninského komsomolu – Lemkomu, kam jej pozval režisér Tarkovskij.
V zahraniční se stal známý rolemi ve filmech Tarkovského, když ztvárnil doktora Sartoria v Solarisu (1972), spisovatele ve Stalkerovi (1979) a lékaře v Zrcadle (1975). Prvním kontaktem obou umělců byl snímek Andrej Rublev (1966). Následná spolupráce probíhala i na divadelní scéně, když jej v roce 1976 režisér obsadil do titulní role dramatu Hamlet. Tarkovskij jej v knize Zapečetěný čas (Запечатлённое время) nazval svým oblíbeným hercem a dodal, že jej měl v úmyslu obsadit do hlavních rolí ve snímcích Nostalgie (1983) a Oběť (1986), pokud by herec nezemřel před jejich produkcí.
V rámci tvorby dalších režisérů si zahrál ve filmech Osobní stráž (1979) či Svůj mezi cizími (1974). Na 31. ročníku Berlínského mezinárodního filmového festivalu byl za výkon v Zarchiho filmu Dvacet šest dní ze života Dostojevského oceněn Stříbrným medvědem pro nejlepšího herce.
Ze tří manželství se narodili dcera Larisa a syn Alexej.
Zemřel v červnu 1982, ve věku čtyřiceti sedmi let, na plicní karcinom. Je pohřben na moskevském Vagankovském hřbitově. Podle vyjádření Viktora Šaruna, jenž se podílel na filmu Stalker jako zvukař, byli během natáčení Solonicyn, Tarkovskij a Larisa Tarkovská, vystaveni expozici toxických látek v zamořeném exteriéru.

## Výběr herecké filmografie
- 1982 – Раскиданное гнездо
- 1981 – Мужики!
- 1981 – Шляпа
- 1981 – Tajemství zápisníku
- 1980 – Dvacet šest dní ze života Dostojevského
- 1980 – Сергей Иванович уходит на пенсию
- 1980 – Таинственный старик
- 1980 – Ze života rekreantů
- 1979 – Osobní stráž
- 1978 – Stalker
- 1978 – Trasa
- 1977 – А у нас была тишина…
- 1977 – Vzestup
- 1977 – Юлия Вревская
- 1976 – Доверие
- 1976 – Legenda o Tile
- 1976 – Legenda o Ullenspiegelovi
- 1975 – Agónie – konec Rasputina
- 1975 – Там, за горизонтом
- 1975 – Vzduchoplavec
- 1975 – Zrcadlo
- 1974 – Pod kamenným nebem
- 1974 – Последний день зимы
- 1974 – Svůj mezi cizími
- 1972 – Гроссмейстер
- 1972 – Milovat člověka
- 1972 – Princ i niščij (televizní film)
- 1972 – Solaris
- 1971 – Prověrka osudem
- 1970 – В лазоревой степи
- 1969 – Andrej Rublev
- 1968 – Один шанс из тысячи
- 1967 – Ohněm se nepřebrodíš
- 1963 – Případ Kurta Klauzevice